# Castelul Będzin

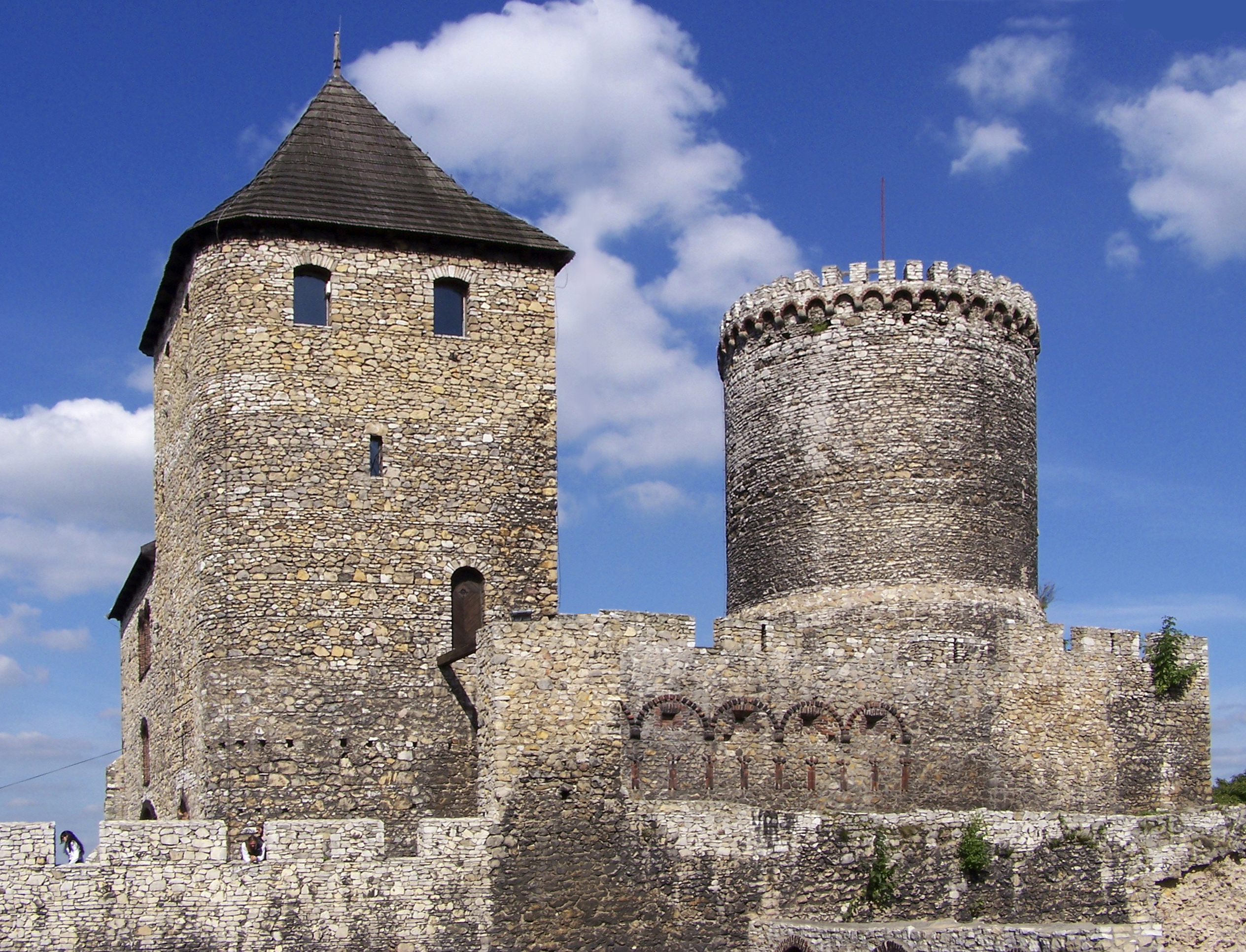

Castelul Będzin este un castel situat în Będzin (pronunțat: [ˈbɛndʑin]) în sudul Poloniei. Castelul de piatră datează din secolul al XIV-lea și este precedat de o fortificație de lemn care a fost ridicată în secolul al XI-lea. A fost o importantă fortificație în Regatul Poloniei și, mai târziu, în Uniunea polono-lituaniană.

## Istoria
Satul Będzin își are originea în secolul al IX-lea. Fortul local din lemn pentru care înregistrările arată că a existat încă din secolul al XI-lea, a fost distrus în timpul invaziei mongole din anul 1241, iar ulterior reconstruit.
În timpul domniei lui Cazimir al III-lea al Poloniei castelul a fost îmbunătățit, fiind  transformat dintr-o cetate de lemn într-una de piatră, iar fortul a putut fi folosit încă din 1348. Satului în continuă creștere economică  Bytom i s-au acordat  drepturile Magdeburg, drepturi de oraș, la scurt timp după aceea, în 1358.
Castelul a fost menit să fie un avanpost militar la granița de sud-vest a Regatului Poloniei (mai târziu, Uniunea polono-lituaniană). Aceasta a fost fortificația aflată cel mai spre vest și rolul său era să întârzie orice invazie a venit în Polonia Mică, din Boemia sau din Silezia. În 1364 castelul a fost vizitat de către Carol al IV-lea, Împăratul Sfântului Imperiu Roman. În 1588, Maximilian al III-lea, Arhiduce de Austria, a fost ținut prizonier aici, după înfrângerea în Războiul polonez de succesiune (1587-1588).
Castelul a decăzut în secolul al XVI-lea. Incendiul din 1616 și daunele din timpul potopului din 1657 a dus la distrugerea sa continuă. Cetatea a fost reparată periodic, dar ca urmare a schimbărilor de frontiere și a relațiilor dintre Polonia și vecinii săi, și-a pierdut mult din importanța sa. După împărțirea Poloniei, Będzin a revenit sub controlul Prusiei și castelul a devenit proprietate a familiei de Hohenzollern . În 1807, terenurile din apropiere au fost transferate Ducatului Varșoviei, iar în 1815 Poloniei Congresului. În 1825, castelul a fostse dărâma singur și atunci când o bucată de piatră a lovit un trecător, s-a decis demolarea castelului, dar, înainte ca aceasta să înceapă, castelul a fost declarat monument. În 1830 castelul a fost cumpărat de Contele Edward Raczyński și parțial reconstruit, o biserică protestantă fiind adăpostită temporar în interiorul său. După moartea lui Raczyński în 1845 planurile de a deschide o academie sau un spital au fost abandonate, iar castelul a început din nou să ajungă într-o stare proastă.
Castelul nu a fost reconstruit decât atunci când în perioada comunistă, anii 1952-1956, s-a deschis un muzeu.

## Muzeul
Castelul a devenit locul unui muzeu, Muzeul Zagłębie în 1956. Muzeul are mai multe colecții: una de armament, de la perioada medievală la cel de-al doilea Război Mondial; a doua dedicată istoriei Castelului Będzin; a treia dedicată castelelor din apropiere înființate de Cazimir cel Mare (Traseul Cuiburile Vulturilor sau Szlak Orlich Gniazd). Ultima colecție este dedicată istoriei militare din regiunea Będzin.

## Arhitectura
Castelul are două turnuri, unul cilindric și unul pătrat. Clădiri mai mici au fost atașate turnurilor. Au fost trei straturi de pereți, iar castelul a fost conectat la zidurile orașului, părți din care au supraviețuit până astăzi